# Bolitoglossa platydactyla
Espèce
Synonymes
- Salamandra variegata Gray, 1831
- Salamandra platydactylus Gray, 1831
- Geotriton carbonarius Cope, 1861 "1860"

Statut de conservation UICN

 LC  : Préoccupation mineure
Bolitoglossa platydactyla est une espèce d'urodèles de la famille des Plethodontidae.

## Répartition
Cette espèce est endémique du Mexique. Elle se rencontre dans l'extrême Sud-Est de l'État de San Luis Potosí, dans le nord de l'État de Hidalgo, au Veracruz, dans le Nord de l'État de Puebla, dans le Nord de l'État d'Oaxaca et dans l'extrême Est du Chiapas. Elle est présente jusqu'à 1 300 m d'altitude,.

## Taxinomie
Geotriton carbonarius a été placée en synonymie avec Bolitoglossa platydactyla par Fowler et Dunn en 1917

## Publication originale
- Gray, 1831 "1830" : A synopsis of the species of Class Reptilia. The animal kingdom arranged in conformity with its organisation by the Baron Cuvier with additional descriptions of all the species hither named, and of many before noticed, V Whittaker, Treacher and Co., London, vol. 9, Supplement, p. 1-110 (texte intégral).